# Kraljica mora
Kraljica mora, motorni jedrenjak tipa loger, prvi školski brod u samostalnoj Hrvatskoj. Brod je namijenjen za izobrazbu učenika i studenata pomorskih škola i fakulteta.

## Povijest
Program financiranja gradnje i korištenja školskoga broda donijela je Vlada RH sredinom 2007. godine zbog učenika/studenata koji se školuju u pomorskim školama i fakultetima. Projektiran je u Brodarskom institutu u Zagrebu. Radno porinuće obavljeno je 13. studenoga 2009. godine u brodogradilištu Montmontaža - Greben. Ministarstvo mora, prometa i infrastrukture povjerilo je usluge upravljanja brodom tvrtki Jadranski pomorski servis d.d. Rijeka. U ožujku 2013. godine upravljanje brodom preuzela je riječka Jadrolinija.

## Opis
Kraljica mora je školski brod tipa „loger“, motorni jedrenjak s dva jarbola, duljine 35 metra, širine 8,55 m,  gaza 2,65 m. Može ukrcati 28 učenika/studenata, 4 nastavnika i 7 članova posade. Ima bruto tonažu 298 (normalizirana mjera za veličinu broda) i brzinu od 6, odnosno 11 čvorova, ovisno o tome plovi li na jedra ili s motorom. 
Vrijednost broda s dodatnim radovima iznosi oko 37 milijuna kuna.

### Podatci o brodu
- Dužina i širina: 34 X 8 m
- Brzina: maksimalna i prosječna 5,9 / 5,6 čvorova na jedra, oko 11 čvorova na motor
- Pozivni znak: 9AA6962
- IMO: 9569358,
- MMSI: 238261000
- Hrvatska zastava[1]

## Vanjske poveznice
|  | Zajednički poslužitelj ima još gradiva o temi Kraljica mora |